# WEEKLY CHART EXPRESS -TOYAMA TOP30-
『WEEKLY CHART EXPRESS -TOYAMA TOP30-』（ウィークリーチャート エスクプレス トヤマ トップサーティー）は、2007年4月から2020年3月27日までFMとやま（JFN系列）で放送されていた同局のオリジナルチャート番組である。
パーソナリティは今井隆信。

## 概要
2007年3月まで放送の『J-HOT30』（金曜）と『World Hot 30』（土曜）を統合する形で、同年4月放送開始。当初の放送時間は19:00 - 21:00だったが、前座番組『スポーツ・オブ・ザ・ウィーク』（18:00 - 18:55）が2008年4月に枠移動したことに伴い1時間繰り上がり、現在の放送時間となった。
この番組は、FMとやまが独自で集計（リスナーのリクエストなど）したオリジナルチャート（J-POPと洋楽のランキングを混合）を30位からカウントダウン形式で紹介される。2009年4月より、金沢のイベント情報やお得情報を伝える新コーナー「金沢まちなかラジオ」が開始した。また、2012年1月からは豪華賞品を毎週プレゼントする「24時間マンガ倉庫の毎週プレゼント」が開始した。
2019年9月27日で福井エフエム放送（FM福井）の『POWER STATION HOT40』が終了したことに伴い、当番組は北陸地方（富山県・石川県・福井県）のラジオ局で放送される唯一のチャート番組となった。
2020年3月27日をもって番組が終了。13年の放送に幕を閉じた。これにより北陸三県で放送していた全ての音楽ランキング番組が姿を消した。

## 放送時間
- 毎週金曜 18:00 - 20:00（JST）